# The Third Storm of Cythrául
The Third Storm of Cythrául är det tredje studioalbumet med det amerikanska black metal-bandet Absu, utgivet 1997 av skivbolaget Osmose Productions.

## Låtlista
1. "Prelusion to Cythrául / ...and Shineth unto the Cold Cometh..." – 6:48
2. "Highland Tyrant Attack" – 4:58
3. "A Magician's Lapis-Lazuli" – 3:08
4. "Swords and Leather" – 3:07
5. "The Winter Zephyr (...Within Kingdoms of Mist)" – 2:59
6. "Morbid Scream" (Morbid Scream-cover) – 2:10
7. "Customs of Tasseomancy (Quoth the Sky, Nevermore) Act I" – 3:58
8. "Intelligence Towards the Crown" (instrumental) – 1:55
9. "...of Celtic Fire, We Are Born / Terminus (...in the Eyes of Ioldanach)" – 8:31

- Text: Equitant (spår 4, 5, 9), Proscriptor (spår 1–3, 7, 9), Trent White (spår 6)
- Musik: Absu

## Medverkande
Musiker (Absu-medlemmar)
- Equitant Ifernain Dal Gais (Raymond Dillard Heflin) – basgitarr, gitarr
- Shaftiel (Mike Kelly) – elgitarr, akustisk gitarr, basgitarr, sång
- Proscriptor McGovern (Russ R. Givens) – trummor, gong, sång

Produktion
- Absu – producent
- Gary Long – ljudtekniker
- Alex Gerst – ljudtekniker
- Peter Clark – mastering
- Kris Verwimp – omslagskonst
- James Bland – foto